# Pinguim Chanfrado
Penguin no Mondai (ペンギンの問題, também conhecido em Portugal como Pinguim Chanfrado) é uma série de mangá cômica criada por Yūji Nagai sobre um pinguim chamado Beckham Kinoshita (Peter Kinoshita na dobragem portuguesa), que frequenta a Escola Primária Kirikabu e que gosta de comer hambúrgueres e batatas fritas. É publicado pela Shogakukan e foi agrupado em 15 volumes tankōbon em janeiro de 2013. O mangá ganhou o 55º Prêmio de Mangá Shogakukan na categoria infantil. A série também foi adaptada em anime que no Japão foi transmitida pela TV Tokyo e também foi adaptada em um filme.
Em Portugal a série foi emitida pelo Panda Biggs no dia 20 de agosto de 2012 com dobragem portuguesa.

## Dublagem/Dobragem

### Portugal
- Peter Kinoshita - Rita Brito
- Naoto - Tiago Caetano

Genérico: Sandra de Castro